# 希羅凱 (希羅凱市鎮)
47°41′4″N 33°16′22″E / 47.68444°N 33.27278°E

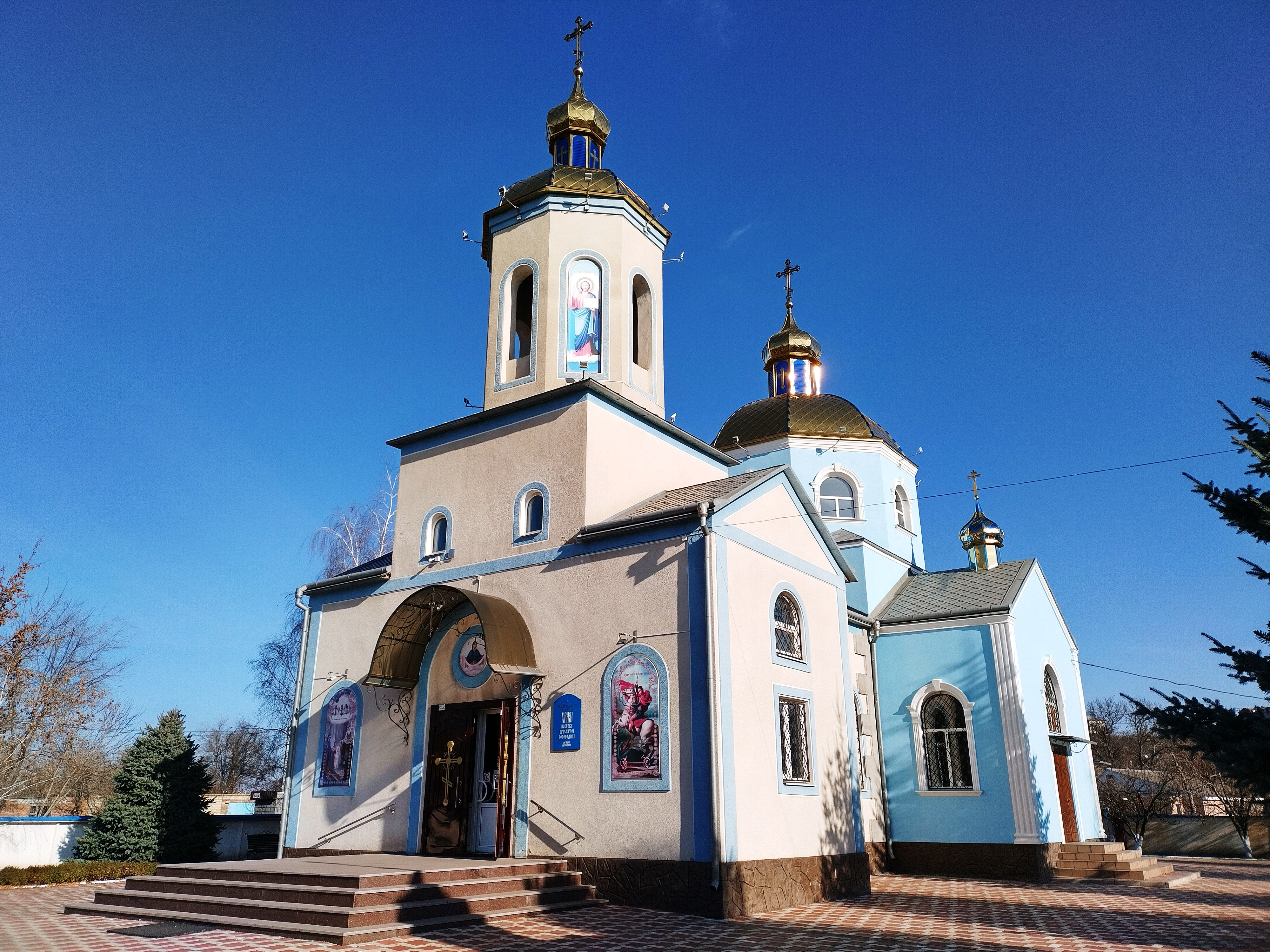
教堂

希羅凯（羅馬化：Shiroke；或按俄语名译希罗科耶）是位於烏克蘭中部的市級鎮，由第聶伯羅彼得羅夫斯克州裡克里維里赫區的希羅凱市鎮負責管轄，亦曾為希羅凱區被撤消前的行政中心。該鎮始建於1787年，面積12.66平方公里，海拔高度42米，2015年人口10,368，人口密度每平方公里818.96人。

## 備註
1. ↑  俄语：，羅馬化：Shirokoye